# Пирогов (Киев)
Пирогов (укр. Пирогі́в) — историческая местность на территории Голосеевского района города Киева, берущая своё название от одноимённого села, существующего здесь по меньшей мере с XVII века. Ещё одно древнее название села в официальных источниках — Пирожов или Пироговка. Распространенное название Пирогово — ошибочно. Здесь располагается Музей народной архитектуры и быта Украины, музей под открытым небом, в котором с документальной достоверностью представлены памятники материальной культуры всех областей Украины.

## История названия и местности
Достоверной информации о происхождении названия местности нет, хотя этимологическая связь с пирогами или пирожками напрашивается. Такая связь может быть и косвенной. В старину существовала особая пошлина — «пироговая», и взималась она в пользу сборщиков податей.
Археологические данные относят заселение территории к бронзовому веку. Около Пирогова находится Пироговское городище зарубинецкой культуры, а также Пироговский могильник зарубинецкой культуры и скифского времени.
Поселение впервые упомянуто как Пироговка в 1627 году — как владение Киево-Печерской лавры. Возможно, местность была великокняжеским подарком монахам-отшельникам. В 1720 году село упоминается как Пирожов.
В 1957 году территория включена в городскую черту Киева, где она отнесена к Голосеевскому административному району.
В 1998 году в глиняном карьере нашли остатки ископаемого кита вида Platyosphys einori возрастом 37 млн л. н., а также зубы ископаемых акул и фрагментированные отпечатки моллюсков, живших в древнем море Паратетисе.
В современном Киеве Пирогов располагается между Китаево, Голосеево, Феофанией, Церковщиной и улицей Пироговский Шлях. Историческая Пироговская дорога сейчас входит в состав улиц Столичное шоссе и Новопироговская.

## История Музея

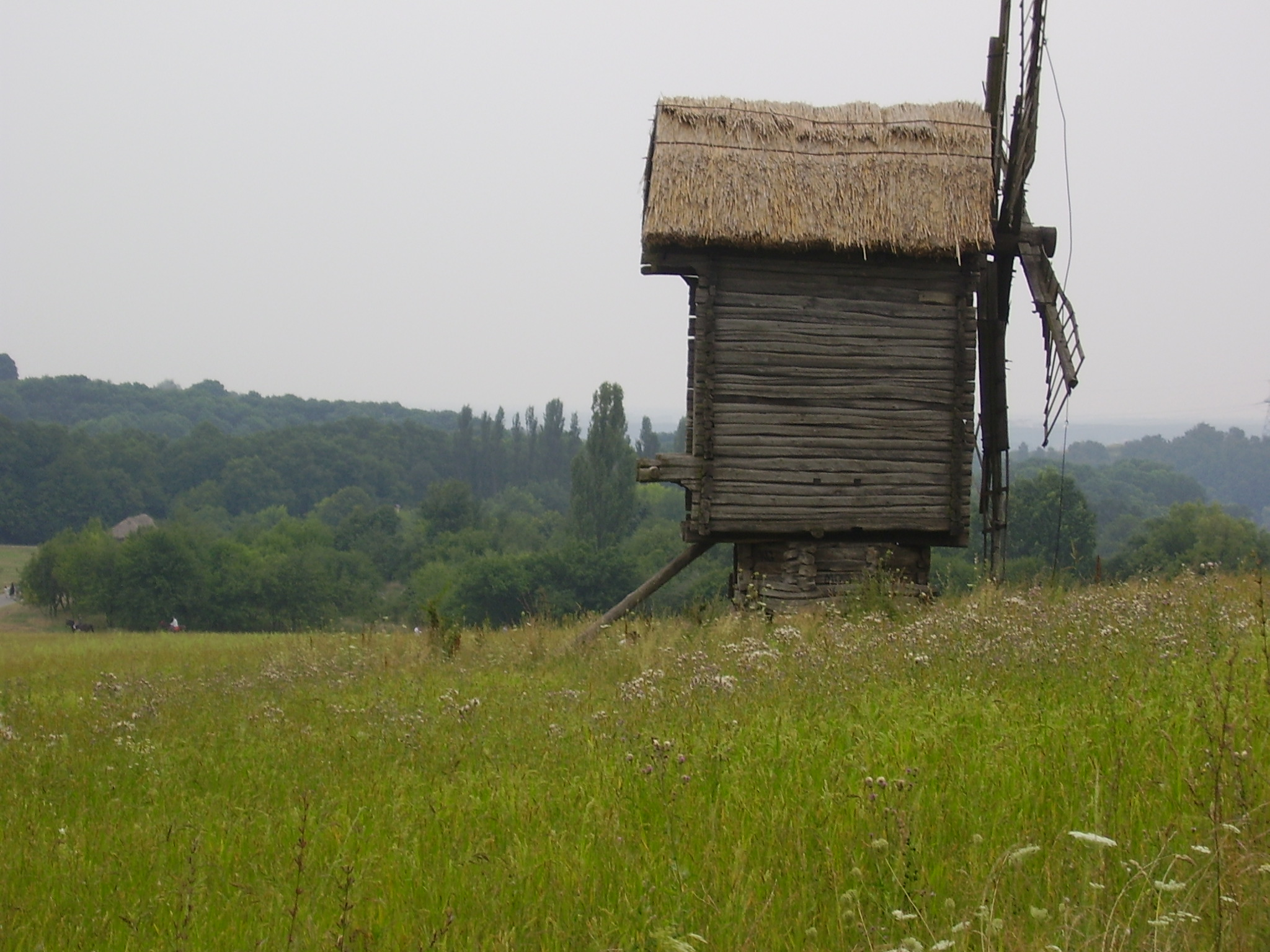
Ветряные мельницы — центр экспозиции Музея народной архитектуры и быта

Идея создания Музея народной архитектуры и быта Украины принадлежит Герою Украины П. Т. Тронько. В 1976 году по его инициативе состоялось открытие Музея. Экспозицию начали формировать с 1969 года. В настоящее время музей имеет статус государственного и находится на попечении Института искусств, фольклористики и этнологии Национальной Академии Наук Украины. На территории музея в 150 гектаров расположено более 300 экспонатов, собранных по всей территории страны. Центром экспозиции является расположенная на холме группа ветряных мельниц. Территория музея разделена на секторы, каждый из которых представляет народную архитектуру и быт определённого украинского региона. Образцы жилья крестьян и мастерового люда, здание сельской управы, деревянные церкви содержат в себе элементы народной утвари, дающие представление о жизни в украинских деревнях и небольших городах. В музее можно купить изделия современных мастеров народного искусства, часто сделанные на месте с помощью инструментов, аналогичных тем, что демонстрируются в музее.

## Недавние события

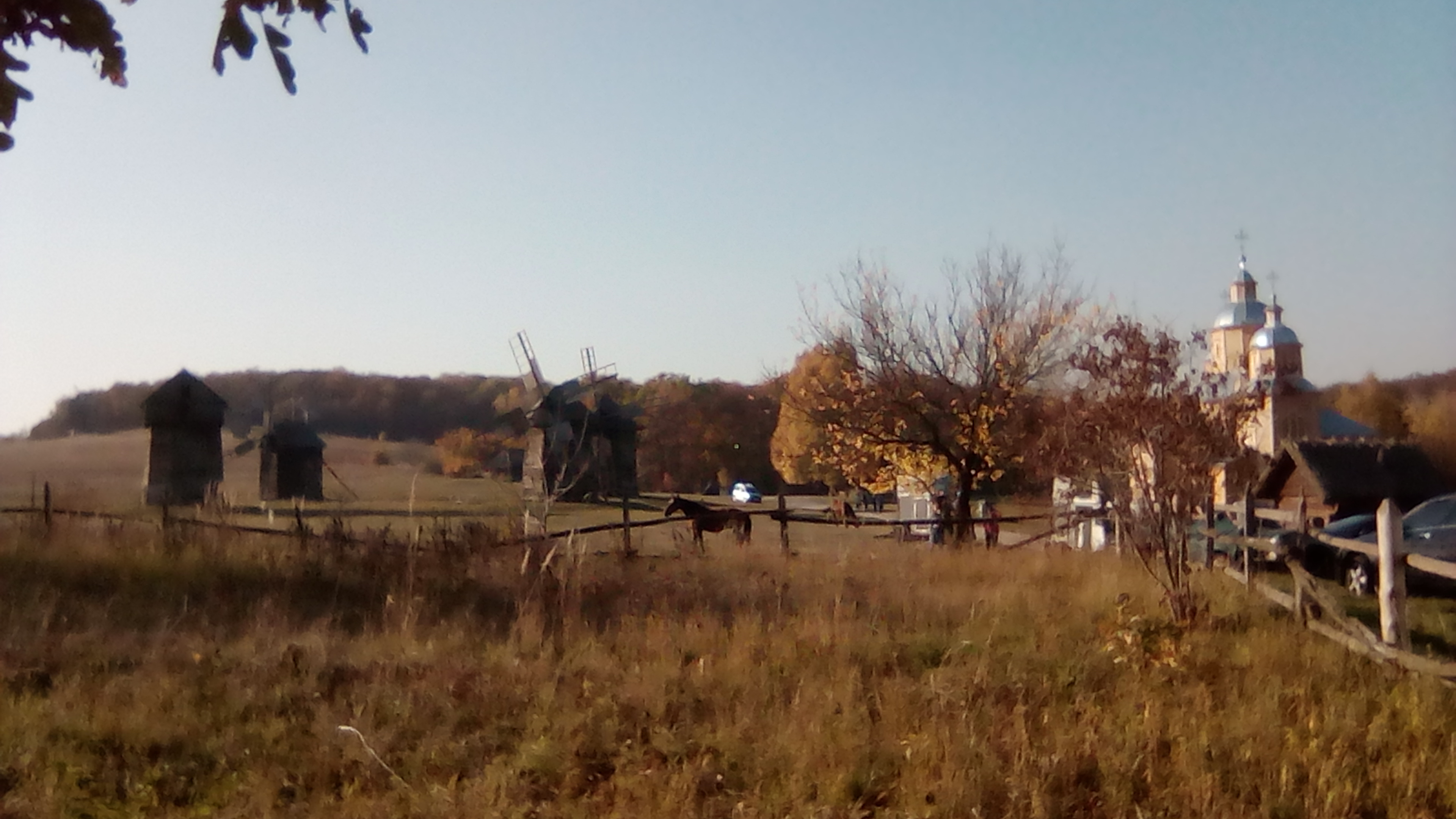

Большинство зданий из экспонатов этого музея на открытом воздухе — деревянные, и крыша у многих зданий настлана дранкой, что создаёт повышенную пожароопасность. За последние годы на территории музея было несколько пожаров. Последний сильный пожар случился 15 сентября 2006; в результате одно из зданий сгорело дотла и два других получили серьёзные повреждения. Согласно заявлениям директора института Анны Скрыпник и представителя Главного управления МЧС Украины, пожар был умышленным. Поджог был совершён с целью покрыть кражу ценной коллекции сундуков XVIII века, которые выставлялись в сгоревшем здании. Скрыпник также отметила, что если в советские времена музей имел собственную охрану и пожарную службу, то в последние годы все эти службы прекратили своё существование из-за отказов в финансировании со стороны соответствующих правительственных служб Украины.
Использование земли в окрестности музея стало причиной нескольких скандалов в связи с разрешениями, выданными местными властями, под строительство коммерческих объектов, в том числе высотного развлекательного комплекса и бензозаправки.

## Как добраться до музея
От станций метро «Демиевская», «Голосеевская», «Выставочный центр» и «Ипподром» до музея ходит троллейбус № 11 и маршрутное такси № 507, от станции метро «Лыбедская» автобус №27, от станции метро «Лукьяновская» маршрутное такси № 496, от станции метро «Академгородок» автобус № 57.
Работает музей ежедневно с 10 до 18 часов. Для туристов проводятся экскурсии на украинском, русском, английском и немецком языках
.